# Višňové
Višňové (německy Wischenau) je městys v okrese Znojmo v Jihomoravském kraji. Žije zde přibližně 1 100 obyvatel.

## Geografie
Višňové se nalézá na samém konci Jevišovické pahorkatiny. Nadmořská výška kolísá od necelých 400 metrů nadmořské výšky na jednom konci katastru po 270 metrů na druhém konci katastru ve směru západ východ. Višňové se nachází ve středu mezi městy Miroslav, Moravský Krumlov, Moravské Budějovice a Znojmo.
Višňové je vinařskou obcí s 1100 obyvateli, dnes opětovně užívající status městyse. Městys Višňové se nachází jižním směrem nedaleko přírodního parku Rokytná. Zleva obec obtéká potok Skalička, na kterém se nachází rybník Jazírka. Ten se nachází za kopcem Stará hora, který je situován severně od městyse. Na jeho vrcholu se nalézá vyhlídka, ze které je za pěkného počasí výhled východně na Pálavu, jižně do Rakouska, severně na Jadernou elektrárnu Dukovany, západně se otevírá pohled na vesnice tímto směrem se nacházející.
Jižně od městyse jsou jižně orientované vinohrady. Katastr v tomto směru končí přehradou na říčce Křepičce v Krétách. Západně od vesnice se rozkládá Mikulovický les. Východně se otevírá již zmiňovaný výhled na pohoří Pálava.

## Historie
Višňové je poprvé písemně zmiňováno v roce 1234. Tvrz v té době byla v majetku domácího roku Jana a Matouše z Višňové. Právě Jan z Višňové pravděpodobně patřil k členům družiny Přemysla Otakara II. v čase jeho působení na Moravě. Predikát Višňové je jeden z nejstarších na Moravě. Kostel s farářem Ottou je zmiňován v listině z roku 1253.

## Obyvatelstvo
| Rok            | 1869 | 1880 | 1890 | 1900 | 1910 | 1921  | 1930  | 1950  | 1961  | 1970  | 1980  | 1991  | 2001  | 2011  | 2021  |
| -------------- | ---- | ---- | ---- | ---- | ---- | ----- | ----- | ----- | ----- | ----- | ----- | ----- | ----- | ----- | ----- |
| Počet obyvatel | 717  | 834  | 871  | 884  | 993  | 1 083 | 1 097 | 1 003 | 1 069 | 1 023 | 1 031 | 1 080 | 1 107 | 1 083 | 1 076 |
| Počet domů     | 126  | 133  | 139  | 157  | 176  | 192   | 222   | 254   | 258   | 272   | 271   | 321   | 342   | 360   | 381   |

## Správa městyse

### Symboly městyse
Znak městyse je historický, vlajka byla městysi uděleny rozhodnutím předsedy Poslanecké sněmovny Parlamentu České republiky dne 16. července 2014.

## Pamětihodnosti

### Zámek
V jižní části obce stojí zámek, který byl přestavěn z původní tvrze, obklopený krajinářským parkem s celou řadou vzácných dřevin. Je zaznamenána celá řada majitelů tak, jak se na tvrzi i panství střídali. V polovině 16. století páni Zahrádeční dali přestavět tvrz na zámek a pravděpodobně v té době byl založen i zámecký park se spoustou vzácných dřevin a bylin.

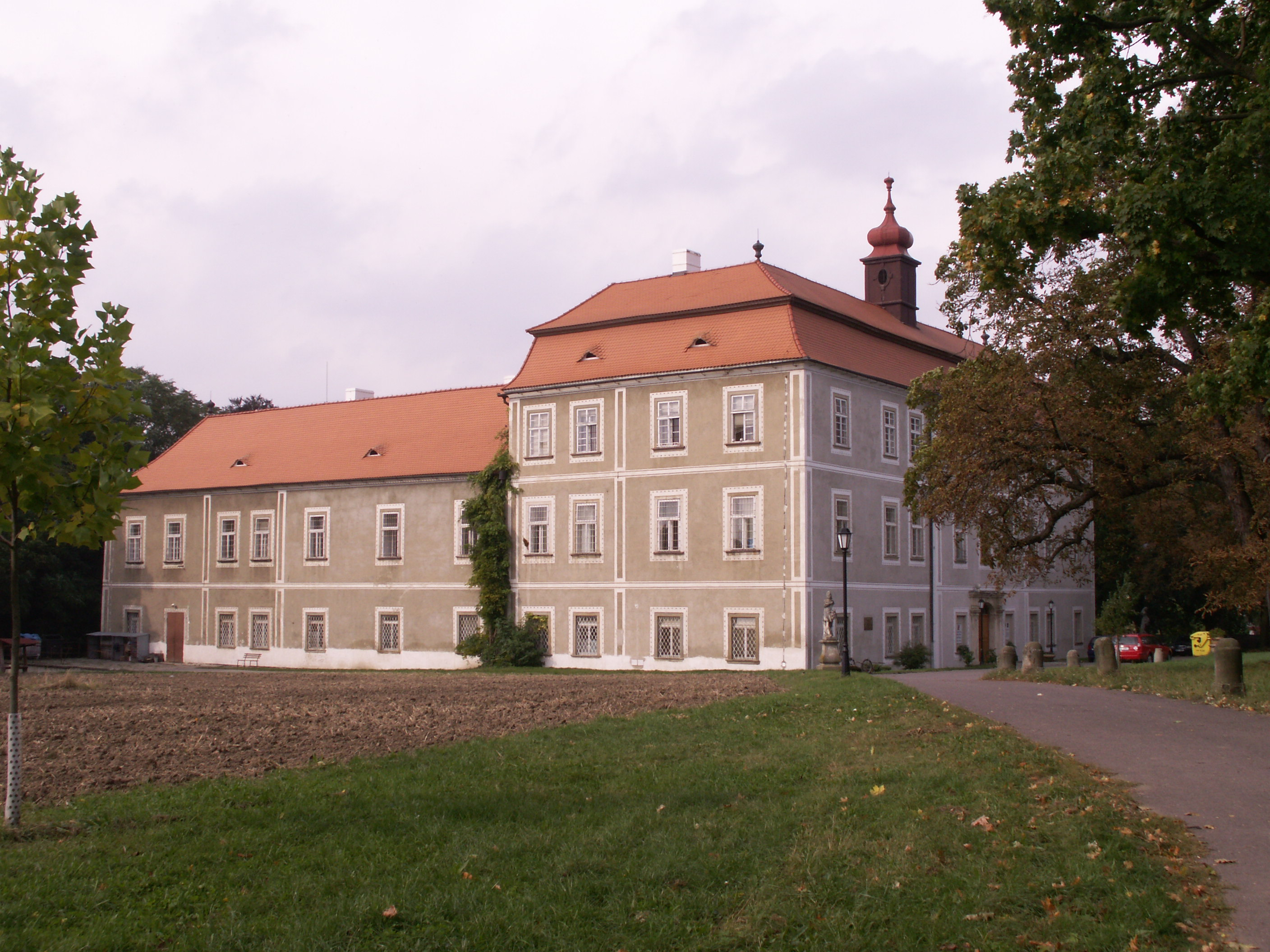
Zámek Višňové

Dnešní podobu získal zámek roku 1831. Až do roku 1838 se majitelé panství poměrně rychle střídali, až Višňové koupili hrabata Spiegel-Diesenbergové, kteří vlastnili zámek až do druhé světové války. Ti nechali zámek přestavět klasicistně a upravovali i park. V roce 1945 přešel zámek včetně parku do státního vlastnictví. V polovině 20. století byly místnosti přestavěny, byl zřízen vodovod, ústřední topení a upraveno sociální zařízení. V zámku je umístěn výchovný ústav. V roce 2011 prošla rozsáhlou rekonstrukcí nejen budova zámku, ale i přilehlých budov. Před zámkem jsou sochy boha Herma a Persea.
V parku byly umístěny kamenné vázy, byla zřízena jeskyňka z neopracovaného vápence, tzv. Lurdská kaple s dřevěnou sochou Panny Marie. V nedalekém zákoutí je umístěna socha sv. Josefa. Do parku byla umístěna busta hraběte Kolovrata. Poslední majitelé nechali v sousedství zámku vystavět roku 1945 mrazírenský závod. Park o velikosti více než 15 hektarů jistě stojí za návštěvu vzhledem ke své unikátnosti. Na začátku 19. století zde bylo vysázeno množství cizokrajných dřevin, které se dochovaly dodnes. Za zmínku určitě stojí ojedinělý mohutný exemplář cedru libanonského (průměr koruny 15,6 m). Ten se stal Stromem roku Znojemska 2010. Z dalších dřevin je možné jmenovat např. jedli řeckou, kaštan jedlý, jinan dvoulaločný, svitel latnatý, jilm lysý, nahovětvec kanadský atd. Jerlín japonský při vstupu bránou do zámeckého parku obsadil druhou příčku soutěže Strom roku Znojemska 2012.

### Kostel svatého Jana Křtitele

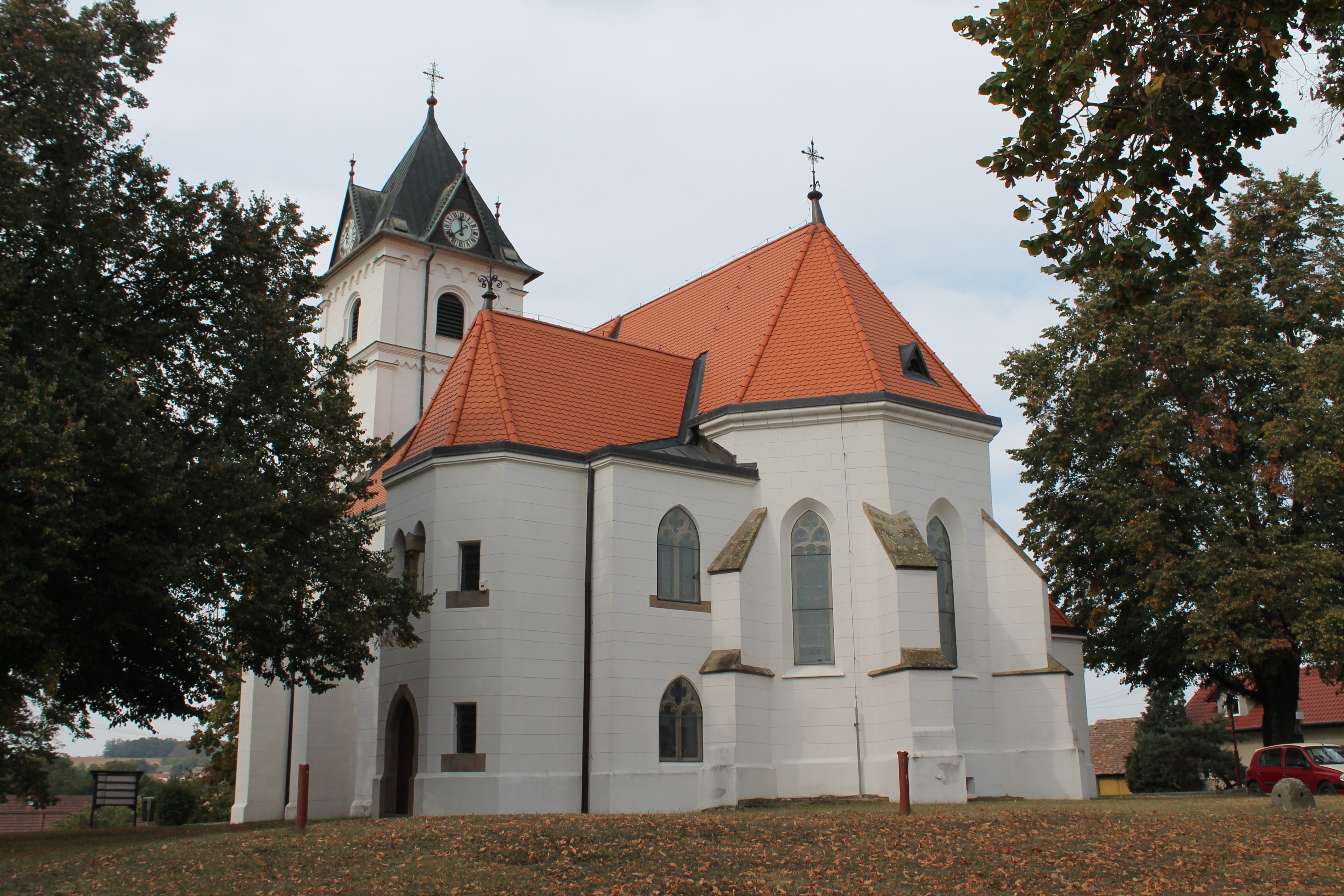
Kostel svatého Jana Křtitele

Původně gotický kostel svatého Jana Křtitele ve středu městyse byl postavený na přelomu 13. a 14. století. Do romantického stylu byl upraven v letech 1894 až 1901. V podvěží je renesanční portál z roku 1596 s českým nápisem: „Léta páně 1596 wizdwižen a obnowen gest tento chrám Páně ke cti a chvále Boží nákladem urozeného a stateczného ritirze Jana Zahradezkého ze zahrádek na Wissnowem a Trstěnicích a urozené paní Barbori Wischnowské z Petrowcze manželky geho.“ V kostele pod kůrem je umístěn soubor osm renesančních náhrobků z 16. až 17. století. Další tři náhrobní kameny jsou instalovány na chodbě a schodišti zdejšího zámku.

### Další pamětihodnosti
Z památek v obci stojí za zmínku socha sv. Václava s památníkem obětí světových válek. Na náměstí vedle obchodního domu pod lípou se nachází socha sv. Floriána, která byla renovována v roce 2012. Socha sv. Jana Nepomuckého stojí na mostě přes Višňovský potok. Renovací prošla na počátku třetího tisíciletí. Významnou technickou památkou je Větrné kolo, které je umístěno poblíž středu obce.
Větrný mlýn z roku 1910 byl vybudován na popud Ferdinanda hraběte Spiegel-Diesenberg, později doplněno elektromotorem, po válce byl odstaven. Mezi pamětihodnosti nepatří, rozhodně však stojí za zhlédnutí široké okolí z vyhlídky na Staré hoře.

## Vybavení městyse
Regionálně se Višňové řadí mezi největší obce. Lze zde hovořit i o plné občanské vybavenosti vesnice. Nachází se zde ordinace lékařů, základní škola, mateřská škola, řada obchodů, služeb, živnostníků, firem, poštovní úřad, při úřadu městyse pak stavební úřad, matriční úřad. Zemědělská výroba je prezentována několika soukromými zemědělci a především pak Agroservis, 1. Zemědělská, a. s.
Turisticky zajímavé a navštěvované jsou vinařství Ing. Antonína Salety a Adámkovo vinařství s penzionem Bobule, Cyklopenzion, Větrné kolo, zámecký park se zámkem, přehrada v Krétách, rybník Jazírka, Stará hora s výhledem do širokého okolí. Sám městys pak protínají tři cyklostezky: Moravská vinařská, Mikroregionem Moravia, Páteřní cyklostezka Krumlovsko - Jevišovicko.

## Členství ve sdruženích
Městys Višňové je členem znojemských vinařských obcí Daníž, místní akční skupiny Znojemské vinařství, Znojemského regionálního rozvoje. Předsedá Svazku obcí Moravia, který sdružuje osm obcí.